# Tamenus schoutedeni
Tamenus schoutedeni är en spindeldjursart som beskrevs av Beier 1954. Tamenus schoutedeni ingår i släktet Tamenus och familjen Atemnidae. Inga underarter finns listade i Catalogue of Life.